# Simposium Internacional de Sistemas Computacionales y Tecnologías de Información
SISCTI o Simposium Internacional de Sistemas Computacionales y Tecnologías de Información es un evento realizado de forma anual para aficionados y profesionales de la informática. El evento ha tenido sede en Monterrey, Nuevo León desde 1974. Las actividades llevadas a cabo dentro del Simposium es la exposición de conferencias magistrales, talleres prácticos/teóricos y foros de discusión. 
SISCTI, es el evento de tecnologías de información en México que reúne a apasionados del área con expertos de talla mundial, a fin de compartir experiencias y conocimientos por medio de conferencias, talleres, foros y paneles de discusión.
Desde 1974 SISCTI se ha realizado en el Tec de Monterrey, y es reconocido por ser uno de los congresos más grandes e innovadores del Campus Monterrey. En ediciones pasadas ha logrado reunir más de 2,000 personas provenientes de todo México, así mismo ha contado con la participación y el apoyo de empresas reconocidas internacionalmente.

## Historia
SISCTI tiene su origen en 1974 en Monterrey, Nuevo León. Un grupo de estudiantes de la carrera Ingeniería en Sistemas Computacionales creó un evento tecnológico con la finalidad ser un punto de reunión para todas las personas interesadas en la ciencia, innovación y cultura tecnológica.

## Misión
Es misión del SISCTI contribuir a la formación integral de estudiantes y profesionistas, creando un punto de encuentro donde se facilite el acercamiento a la aplicación concreta del conocimiento; además de proporcionar información actualizada y transmitir experiencias de éxito de quienes actualmente se encuentran en la generación de tecnología de vanguardia.

## Ediciones
SISCTI 39
- Fecha: 3,4,5 de abril de 2014
- Conferencistas:

Joel Spolsky - StackExchange
Luis Samra - Evernote
Matt Haines - Electric Imp
Alessio Hagen - Dell
Guillermo Hernández - Intel
Augusto Hintze - Accenture
Jaime Niels Olivas - ITESM
Exal Alejandro Gómez - Firefox OS
Carlos Orozco - Cisco
Armando Kuroda - Credilikeme
Alberto Padilla - Inkku
David Treviño - CITI
José Gómez - Telmex
Jorge Ávila - Tres en social
José Ayala - Diverza
SISCTI 38
- Fecha: 9,10,11 de abril de 2013
- Conferencistas:

Erik Peterson - Oracle
Pablo Hernández - Ingenia Group
Jaime Cantú - Diestel
Jorge Zavala - TechBA
Chad Folkening - eCorp
Osvaldo Micheloud - ITESM
Arturo Galván - Naranya
Alex Debelov - Virool
SISCTI 37
- Fecha: 1,2,3 de marzo de 2012
- Conferencistas:

David Weekly - PBWorks
Saeju Jeong (정세주) - Noom
Bismarck Lepe- Ooyala
Patricio Villalobos - Mediotiempo.com
Andrés Barreto - Grooveshark
Rolando Garay - Neoris
Josafat Garcia - Chrome OS
Emmanuel Miranda-Steiner - Microsoft SkyDrive
SISCTI 36
- Fecha: 3,4,5 de febrero de 2011
- Conferencistas:

Alejandro Martínez - Microsoft
Aza Raskin - Mozilla
Bruno Oliveira- Google
Charles McCathieNevile - Opera Software
Collin Mulliner - Mobile Secutiry Expert
Johan Oskarsson - Twitter
Luis Magdalena - European Center for Soft Computing
Rubén Rincón - Nokia
SISCTI 35
- Fecha: 25,26,27 de febrero de 2010
- Conferencistas:

Blanca Treviño - Softek
David Ulvetich - OpenDNS
Hod Lipson- Cornell University
Howard Charney - CISCO
Hugo Santana - IBM
Kara Swisher - TWSJ
Karsten Nohl - U of Virginia
Rodrigo Gómez - Apple
SISCTI 34
- Fecha: 26,27,28 de febrero de 2009
- Conferencistas:

Chris Melissionos - Sun
David Pogue - New York Times
Larry Sanger- Wikipedia
Enrique Rodríguez - Microsoft
Héctor Ruiz - AMD México
Hugo Pardo - CampusMovil
Mike Culver - Amazon
Robert Richardson - CSI
SISCTI 33
- Fecha: 6,7,8 de marzo de 2008
- Conferencistas:

Alfonso Luna - Google
Carlos Arguello - Studio C
Hector García-Molina - Stanford
Jeffrey Word - SAP
Jon Butler - Accenture
Josep Weinman - AT&T
Kevin Warwick - Project Cyborg
Sean Hill - Blue Brain Project
Yeona Jang - Samsung

SISCTI 32
- Fecha: 1,2,3 de marzo de 2007
- Conferencistas:

Steve Wozniak - Apple
Pankaj Jalote - Microsoft Chair
Federico Mena - Gnome
Marco Marinucci - Google
Thomas Linehan - UT Dallas
Douglas Oawd - UMD
Jay Liebowitz - JHU
Margaret H. Dunham - Southern Methodist University

## Enlaces de interés
Página oficial de SISCTI
Facebook
Twitter